# Roger Ailes
Roger Eugene Ailes, född 15 maj 1940 i Warren, Ohio, död 18 maj 2017 i Palm Beach, Florida, var en amerikansk tv-chef och mediekonsult. Han var ordförande och VD för Fox News, Fox Television Stations och 20th Television, en position han avskedades ifrån i juli 2016 efter anklagelser om sexuella trakasserier från 23 kvinnor. Ailes var mediekonsult för de republikanska presidenterna Richard Nixon, Ronald Reagan och George H. W. Bush och för Rudy Giulianis första borgmästarkampanj. 2016 blev han rådgivare till Donald Trump-kampanjen, där han hjälpte till med förberedelserna inför debatter. Ailes led av hemofili, ett medicinskt tillstånd där kroppen är nedsatt i sin förmåga att producera blodplättar. Han dog den 18 maj 2017 vid 77 års ålder efter att ha fått ett subduralt hematom som förvärrades av hans hemofili.